# Now You’re Gone – The Album
Now You’re Gone – The Album – drugi album studyjny szwedzkiego muzyka Basshuntera, wydany 14 lipca 2008 roku przez Hard2Beat.
Album promowany był singlami „Now You’re Gone”, „All I Ever Wanted”, „Please Don’t Go”, „I Miss You” i „Angel in the Night”, a single z poprzedniego albumu „Boten Anna” oraz „DotA” zostały umieszczone na albumie jako utwory dodatkowe. W luksusowej wersji albumu utwór „I Can Walk on Water” został zastąpiony „Walk on Water”, który wcześniej został wydany jako singel.
Album znalazł się między innymi na pierwszym miejscu w Wielkiej Brytanii na Top 100 Albums, Top 40 Albums w Nowej Zelandii oraz na drugim na Top 100 Individual Artist Albums w Irlandii oraz był notowany także na listach innych europejskich krajów. Album znalazł się także na amerykańskich notowaniach: na czternastym miejscu listy Dance/Electronic Albums oraz na czterdziestym piątym na Heatseekers Albums. Według United World Chart album w pierwszym tygodniu po premierze został sprzedany w nakładzie 39 000 kopii.

## Realizacja
W 2007 roku został wydany singel „Now You’re Gone” Bazzheadza będący anglojęzyczną wersją utworu „Boten Anna” Basshuntera. Singel został wydany bez zgody autora. Jeszcze w tym samym roku Basshunter przy współpracy Bazzheadza z wokalnym udziałem Sebastiana Westwooda – zaśpiewał także w pierwotnej wersji – nagrał własną wersję utworu, która została wydana na singlu 31 grudnia 2007 roku przez Hard2Beat Records.
Basshunter pracował nad albumem dwa i pół tygodnia. Muzyk napisał piosenkę „Camilla” dla reporterki szwedzkiego dziennika Aftonbladet, Camilli Zamek dzień po wzięciu udziału w jej wywiadzie. Tekst piosenki został przetłumaczony na język angielski po czym piosenka trafiła do albumu.

## Wydanie
Now You’re Gone – The Album został wydany 14 lipca 2008 roku. Album podobnie jak singel „Now You’re Gone” był inauguracyjnym albumem studyjnym dla wytwórni Hard2Beat Records. Album zawiera w sumie dwanaście utworów oraz cztery utwory dodatkowe, a jego długość wynosi 55 minut i 51 sekund. Kompozycja „Russia Privjet” kończy album.
13 października został wydany remiks singel „Russia privjet” (Hardlanger Remix).
W 2008 roku również wydano w Polsce Specjalną Polską Edycję CD+DVD zawierającą osiem teledysków. 5 kwietnia 2009 roku została wydana wersja Deluxe Edition albumu, zawierająca singel „Walk on Water” oraz remiksy wszystkich sześciu singli z albumu.

## Lista utworów
| Wersja wydana w Wielkiej Brytanii | Wersja wydana w Wielkiej Brytanii                    | Wersja wydana w Wielkiej Brytanii |
| Nr                                | Tytuł                                                | Długość                           |
| --------------------------------- | ---------------------------------------------------- | --------------------------------- |
| 1.                                | „Now You’re Gone” (feat. DJ Mental Theo’s Bazzheadz) | 2:30                              |
| 2.                                | „All I Ever Wanted”                                  | 2:58                              |
| 3.                                | „Please Don’t Go”                                    | 2:50                              |
| 4.                                | „I Miss You”                                         | 3:47                              |
| 5.                                | „Angel in the Night”                                 | 3:23                              |
| 6.                                | „In Her Eyes”                                        | 3:14                              |
| 7.                                | „Love You More”                                      | 3:52                              |
| 8.                                | „Camilla”                                            | 3:16                              |
| 9.                                | „Dream Girl”                                         | 4:28                              |
| 10.                               | „I Can Walk on Water”                                | 3:46                              |
| 11.                               | „Bass Creator”                                       | 5:02                              |
| 12.                               | „Russia Privjet”                                     | 4:05                              |
| Utwory dodatkowe                  |                                                      |                                   |
| 13.                               | „Boten Anna”                                         | 3:29                              |
| 14.                               | „DotA”                                               | 3:22                              |
| 15.                               | „Now You’re Gone” (Fonzerelli Edit)                  | 3:15                              |
| 16.                               | „All I Ever Wanted” (Fonzerelli Edit)                | 2:34                              |

| Specjalna Polska Edycja CD+DVD | Specjalna Polska Edycja CD+DVD                       | Specjalna Polska Edycja CD+DVD |
| Nr                             | Tytuł                                                | Długość                        |
| CD                             | CD                                                   | CD                             |
| ------------------------------ | ---------------------------------------------------- | ------------------------------ |
| 1.                             | „Now You’re Gone” (feat. DJ Mental Theo’s Bazzheadz) | 2:30                           |
| 2.                             | „All I Ever Wanted”                                  | 2:58                           |
| 3.                             | „Please Don’t Go”                                    | 2:50                           |
| 4.                             | „I Miss You”                                         | 3:47                           |
| 5.                             | „Angel in the Night”                                 | 3:23                           |
| 6.                             | „In Her Eyes”                                        | 3:14                           |
| 7.                             | „Love You More”                                      | 3:52                           |
| 8.                             | „Camilla”                                            | 3:16                           |
| 9.                             | „Dream Girl”                                         | 4:28                           |
| 10.                            | „I Can Walk on Water”                                | 3:46                           |
| 11.                            | „Bass Creator”                                       | 5:02                           |
| 12.                            | „Russia Privjet”                                     | 4:05                           |
| Utwory dodatkowe               |                                                      |                                |
| 13.                            | „Boten Anna”                                         | 3:29                           |
| 14.                            | „DotA”                                               | 3:22                           |
| 15.                            | „Now You’re Gone” (Fonzerelli Edit)                  | 3:15                           |
| 16.                            | „All I Ever Wanted” (Fonzerelli Edit)                | 2:34                           |
| DVD                            |                                                      |                                |
| 1.                             | „Now You’re Gone” (feat. DJ Mental Theo’s Bazzheadz) |                                |
| 2.                             | „All I Ever Wanted”                                  |                                |
| 3.                             | „Angel in the Night”                                 |                                |
| 4.                             | „I Miss You”                                         |                                |
| 5.                             | „Boten Anna”                                         |                                |
| 6.                             | „DotA” (2007)                                        |                                |
| 6.                             | „Vifta med händerna” (Patrik och Lillen)             |                                |
| 7.                             | „Boten Anna”                                         |                                |
| 8.                             | „Vi sitter i Ventrilo och spelar DotA”               |                                |

| Wersja Deluxe Edition | Wersja Deluxe Edition                                                       | Wersja Deluxe Edition |
| Nr                    | Tytuł                                                                       | Długość               |
| --------------------- | --------------------------------------------------------------------------- | --------------------- |
| 1.                    | „Now You’re Gone” (feat. DJ Mental Theo’s Bazzheadz)                        | 2:40                  |
| 2.                    | „All I Ever Wanted”                                                         | 2:56                  |
| 3.                    | „Please Don’t Go”                                                           | 2:48                  |
| 4.                    | „I Miss You” (Radio Edit)                                                   | 2:45                  |
| 5.                    | „Angel in the Night” (Radio Edit)                                           | 2:56                  |
| 6.                    | „In Her Eyes”                                                               | 3:12                  |
| 7.                    | „Love You More”                                                             | 3:50                  |
| 8.                    | „Camilla”                                                                   | 3:14                  |
| 9.                    | „Dream Girl”                                                                | 4:26                  |
| 10.                   | „Walk on Water” (UK Radio Edit)                                             | 2:55                  |
| 11.                   | „Bass Creator”                                                              | 5:00                  |
| 12.                   | „Russia Privjet”                                                            | 4:03                  |
| 13.                   | „Boten Anna”                                                                | 3:27                  |
| 14.                   | „DotA”                                                                      | 3:20                  |
| 15.                   | „Now You’re Gone” (Sound Selektaz Remix) (feat. DJ Mental Theo’s Bazzheadz) | 5:35                  |
| 16.                   | „All I Ever Wanted” (Ultra DJ’s Remix)                                      | 5:34                  |
| 17.                   | „Angel in the Night” (Headhunters Remix)                                    | 5:37                  |
| 18.                   | „I Miss You” (Headhunters Remix)                                            | 5:08                  |
| 19.                   | „Walk on Water” (7th Heaven Remix)                                          | 6:23                  |
| 20.                   | „Please Don’t Go” (Ultra DJ’s Remix)                                        | 4:39                  |

## Odbiór

### Krytyka
| AllMusic         | [ 13 ] |
| Digital Spy      | [ 14 ] |
| entertainment.ie | [ 15 ] |
| The Guardian     | [ 16 ] |

Dave Donnelly z serwisu AllMusic stwierdził, że utwór „Now You’re Gone” przypomina „Dragostea din tei” zespołu O-Zone wraz z efektami wokalu, a „Please Don’t Go” i „I Miss You” przypominają styl produkcyjny tria Stock Aitken Waterman. W swojej recenzji napisał, że Basshunter ma „prawdziwe ucho do niezapomnianych melodii”. Uznał też, że album jest monotonny, a podsumowując stwierdził, że przez 12 lub 13 minut album jest czystą rozkoszą muzyki pop. Alex Fletcher z serwisu Digital Spy stwierdził, że każdy utwór trzyma się sztywnej formuły narastających syntezatorów, pulsujących linii basowych i refrenów w stylu power ballad, które są odgrywane dokładnie wtedy kiedy słuchacz się ich spodziewa. W swojej recenzji porównywał okrzyki, zwrócił uwagę na to, że powtarzają się w poszczególnych utworach. Uznał również za przesadę dodanie dwóch szwedzkojęzycznych utworów oraz dwóch remiksów. Lauren Murphy z serwisu entertainment.ie stwierdziła, że te same eurodance’owe beaty powtarzają się w każdym z czternastu utworów, które są syntezujące i pulsujące. Podsumowując stwierdziła, że jedyne co sprawia album słuchalnym są remiksy „Now You’re Gone” i „All I Ever Wanted” Fonzerelliego. John Burgess z dziennika The Guardian również skrytykował album twierdząc, że utwory są przepełnione syntezatorami, które brzmią jak instrument kazoo. Brzmienie albumu porównał do motywacyjnej ścieżki dźwiękowej odtwarzanej na sali gimnastycznej, o brzmieniu utworu „Please Don’t Go” – coverze zespołu KC and the Sunshine Band – wypowiedział się, że brzmi jakby został nagrany na dmuchanym zamku. Stefan Thungren z dziennika Svenska Dagbladet określił przeznaczenie muzyki znajdującej się na albumie jako raczej dla dzieci tańczących poza krokiem.

### Pozycje na listach przebojów
| Państwo/Region    | Lista (2008–2009)                | Najwyższa pozycja |
| ----------------- | -------------------------------- | ----------------- |
| Wielka Brytania   | Top 100 Albums                   | 1                 |
| Nowa Zelandia     | Top 40 Albums                    | 1                 |
| Irlandia          | Top 100 Individual Artist Albums | 2                 |
| Europa            | European Albums                  | 6                 |
| Stany Zjednoczone | Dance/Electronic Albums          | 14                |
| Austria           | Alben Top 75                     | 17                |
| Belgia (Walonia)  | Ultratop 100 Albums              | 31                |
| Szwajcaria        | Alben Top 100                    | 32                |
| Finlandia         | Top 40 Albums                    | 35                |
| Francja           | Top 200 Albums                   | 36                |
| Szwecja           | Top 60 Albums                    | 38                |
| Polska            | OLiS                             | 43                |
| Stany Zjednoczone | Heatseekers Albums               | 45                |

### Certyfikaty
| Państwo         | Certyfikat | Sprzedaż |
| --------------- | ---------- | -------- |
| Dania           | Złoto      | 10 000   |
| Wielka Brytania | Platyna    | 376 017  |
| Nowa Zelandia   | Platyna    | 20 000+  |
| Francja         | –          | 9 900    |

### Single
| 2007                           | „Now You’re Gone”    | 2  | 1  | 1  | 8 | 14 | 10 | – | 18 | 14 | 29 | 6 | 5  | – | 4  | 3  | 78 | 88 | - GBR: platyna - NZL: platyna | - GBR: 667 000 - FRA: 92 230 - NZL: 15 000 |
| 2008                           | „Please Don’t Go”    | 6  | –  | –  | – | –  | –  | – | –  | –  | –  | – | –  | – | –  | –  | –  | –  |                               |                                            |
| 2008                           | „All I Ever Wanted”  | 58 | 2  | 1  | – | –  | 3  | – | 35 | 15 | 37 | – | 36 | – | 10 | 17 | –  | –  | - NZL: złoto - GBR: złoto     | - GBR: 400 000 - NZL: 7500                 |
| 2008                           | „Angel in the Night” | 50 | 14 | 10 | – | –  | –  | – | –  | –  | –  | – | –  | – | 43 | –  | –  | –  |                               | - GBR: 4592                                |
| 2008                           | „I Miss You”         | 45 | 32 | –  | – | –  | –  | – | 70 | –  | –  | – | –  | – | 87 | –  | –  | –  |                               |                                            |
| Dodane w wersji Deluxe Edition |                      |    |    |    |   |    |    |   |    |    |    |   |    |   |    |    |    |    |                               |                                            |
| 2009                           | „Walk on Water”      | –  | 76 | –  | – | –  | –  | – | –  | –  | –  | – | –  | – | –  | –  | –  | –  |                               |                                            |
| „–” singel nie był notowany.   |                      |    |    |    |   |    |    |   |    |    |    |   |    |   |    |    |    |    |                               |                                            |